# Receptor rake
Un receptor rake es un receptor de telecomunicaciones diseñado para paliar los efectos de la dispersión multicamino en un enlace de comunicaciones móviles. Lo consigue con varios sub-receptores levemente retrasados para sincronizar las componentes individuales de la trayectoria multicamino. Cada componente se decodifica de forma independiente, pero en una última etapa del receptor se suman constructivamente con objeto de sacar el máximo provecho de cada camino. Normalmente conseguirá una mejora de la relación señal a ruido (o relación energía de bit a ruido) en un entorno multicamino, incluso superando a un entorno "limpio".
El receptor se denomina así debido a la analogía con un rastrillo (rake en inglés).Este subsistema es común en una amplia variedad de dispositivos que usen como técnica de acceso al medio CDMA o W-CDMA, como teléfonos móviles o equipamiento para redes Wireless LAN.
- Datos: Q1125543